# Pascale Casanova
Pour les articles homonymes, voir Casanova (homonymie).
Ne doit pas être confondue avec l'acteur Pascal Casanova.
Pascale Casanova, née le 14 février 1959 à Tours et morte le 29 septembre 2018 à Paris, est une critique littéraire, chercheuse et écrivaine française

## Biographie
Fille de Bernard Casanova, psychanalyste (1933-1998), elle passe son enfance à Tours. Elle termine une maîtrise  de lettres à l'Université François Rabelais de Tours .
En 1997, elle soutient sa thèse L'espace littéraire international à l'École des hautes études en sciences sociales sous la direction de Pierre Bourdieu, qu'elle publie sous le titre La république mondiale des lettres en 1999 aux éditions du Seuil, puis en anglais en 2004 sous le titreThe World Republic of Letters. Ses recherches portent sur la constitution du champ littéraire international et l’analyse des textes littéraires en tant que positions et objets de lutte dans l'espace mondial ; ses travaux poursuivent la veine ouverte par le sociologue Pierre Bourdieu en inscrivant le jeu des structures formelles, tels que les paradigmes esthétiques, dans un rapport dynamique, enjeux concrets des situations socio-historiques. Elle a visé à refonder la possibilité d’une critique littéraire énoncée depuis la perspective d’un espace littéraire international façonné par des inégalités entre les langues et les nations.
Elle est chercheuse associée au Centre de recherches sur les arts et le langage (CRAL) à l'École des hautes études en sciences sociales. Elle marraine la Société européenne des auteurs et traducteurs.
De 1997 à 2010, elle est l'auteur et la voix de L'Atelier littéraire, une émission historique de la radio France Culture,,. Elle y exerce une activité de critique libre vis-à-vis des intérêts de l’industrie du livre et des milieux littéraires.
Elle est membre du jury décernant le « prix Laure Bataillon ».
Elle est « visiting professor » au Department of Romance Studies de l'université Duke à Durham aux États-Unis en 2010-2011,.
Elle meurt le 29 septembre 2018 à Paris à l'âge de 59 ans, des suites d'une longue maladie neurologique,.

## Œuvres

### Ouvrages
- Beckett l'abstracteur. Anatomie d'une révolution littéraire, Éditions du Seuil, 1997Traduction en anglais : Beckett. Anatomy of a Literary Revolution. Introduction de Terry Eagleton, Londres / New York : Verso Books, 2007.
- La République mondiale des Lettres, Éditions du Seuil, 1999Grand prix de l’essai de la SGDL en 2000.
Traductions publiées en Corée : traduction partielle, p. 119-227, dans World Fiction, no 101, Séoul, 2001. Espagne : Anagrama Editorial, Barcelone, septembre 2001. Brésil : Editora Estação Liberdade, Saõ Paulo, mars 2002. Japon : Éditions Fujiwara, Tokyo, décembre 2002. Égypte : Éditions du Conseil Supérieur de la Culture, Le Caire, novembre 2003. États-Unis et Royaume-Uni : Harvard University Press, 2005. Roumanie : Éditions Univers, Bucarest, 2007.
- Kafka en colère, Éditions du Seuil, 2011
- La Langue mondiale, Éditions du Seuil, 2015

### Articles et chapitres d'ouvrages
- « Le méridien de Greenwich : Réflexions sur le temps de la littérature », dans Qu'est-ce que le contemporain ?, textes réunis par Lionel Ruffel, Editions Cécile Defaut, 2010, p. 113-145.
- (en) « The Literary Greenwich Meridian : some thoughts on the temporal forms of literary belief », dans Field Day Review, no 4, 2008.
- (da) « Literatur som verden », dans Verdenslitterær kritik og teori, dir. Mads Rosendahl Thomsen, Éditions universitaires d’Aarhus (Danemark), 2008.
- « Beckett chez les philosophes », dans The Florence Gould Lectures at New York University, vol. VII, 2007-2008.
- « Et Blanc », dans Objet Beckett, Centre Pompidou / IMEC Editeur, 2007.
- (en) « The Ibsen Battle : Comparative analysis of the Introduction of Henrik Ibsen in France, England and Ireland », dans Anglo-French attitudes : Comparisons and transfers between English and French Intellectuals since the eighteenth century, dir. C. Charle, J. Vincent et Jay Winter, Manchester University Press, 2007.
- (en) « Literature as a world », dans New Left Review, no 31, janvier/février 2005.
- « Littérature et philosophie : malentendu structural et double instrumentalisation. Le cas de Samuel Beckett », dans L’Écrivain, le Savant et le philosophe. La littérature entre philosophie et sciences sociales, dir. Eveline Pinto, Publications de la Sorbonne, 2003.
- « Littérature secondaire et consécration : Le rôle de Paris », dans L'Œuvre et son ombre : Que peut la littérature secondaire ?, dir. Michel Zinc, Éditions de Fallois, 2002.
- « Kafka en France : Éléments pour une critique de la critique », dans Le Texte et le Contexte. Analyses du champ littéraire français, dir. Michael Einfalt et Joseph Jurt, Verlag Arno Spitz / Éditions de la Maison des Sciences de l’Homme, 2002.
- « Consécration et accumulation de capital littéraire. La traduction comme échange inégal », Actes de la Recherche en Sciences Sociales, no 144,‎ septembre 2002 (lire en ligne )Traduction en anglais dans Critical Concepts: Translation Studies, dir. Mona Baker, Routledge, 2002, 4 volumes.
- « Paris, Capitale littéraire », dans les actes du colloque international Capitales culturelles, capitales symboliques. Paris et les expériences européennes (XVIIIe – XIXe siècle), dir. Christophe Charle et Daniel Roche, Publications de la Sorbonne, 2002.
- « D'un usage littéraire et affectif de la philosophie dans l'œuvre de Samuel Beckett », dans Samuel Beckett Today / Aujourd'hui, no 9, 2000 (L'affect dans l'œuvre beckettienne, dir. Buning Marius, Engelberts Matthijs et Houppermans Sjef).
- « World fiction », dans Revue de littérature générale. 96/2 Digest, P.O.L, 1996, texte no 6.
- « Littérature et histoire : interpréter l'interprète », Revue d’histoire moderne et contemporaine, nos 51-4 bis,‎ 2004-2005, p. 43-47 (lire en ligne ).

### En collaboration
- avec Jérôme Meizoz et  Pascale Debruères : « Littérature française et littérature romande : effets de frontière », A contrario, vol. 4, no 2,‎ 2006, p. 154-163 (lire en ligne ).